# Flugplatz Toussus-le-Noble

i7
i11
i13
Der Aéroport de Toussus-le-Noble (IATA-Code: TNF, ICAO-Code: LFPN) ist ein Flugplatz der Allgemeinen Luftfahrt für die französische Hauptstadt-Region Île-de-France. Er liegt im Département Yvelines südwestlich von Paris auf dem Gebiet von Toussus-le-Noble und Châteaufort südlich von Buc.

## Geschichte

### Erstes Flugfeld
Das Flugplatzgelände von Toussus-le-Noble wird bereits seit 1907 fliegerisch genutzt. Erste Nutzer auf dem Feld zu Buc  waren Robert Esnault-Pelterie, der im Oktober 1907 den Erstflug mit seiner R.E.P. 1 auf dem Platz durchführte, und ab 1909 die Farman-Brüder. Anfangs existierten lediglich einfache Hangars nahe dem See Trou Salé. (Zwei Kilometer nördlich richtete Louis Blériot 1909/1910 ein weiteres Flugfeld, sein Aérodrome de Buc (s. u.) ein.)
König Alfonso der XIII von Spanien war hier 1913 Gast einer Flugvorführung im Beisein von Roland Garros.
Nach dem Ende des Ersten Weltkriegs wurden 1919 auf einem benachbarten dritten Areal Kurzstrecken-Verkehrsflugzeuge vom Typ Farman Goliath gefertigt. Am 8. Februar 1919 führte Werkspilot Lucien Bossoutrot mit einer F.60 „Goliath“ vom Flugplatz Toussus-le-Noble für die Lignes Farman mit 11 Passagieren den ersten internationalen Linienflug nach Kenley bei London durch.
Ein erstes Passagier-Abfertigungsgebäude entstand 1936, das Gelände wurde jedoch am Vorabend des Zweiten Weltkriegs durch das Militär übernommen und im weiteren Kriegsverlauf nach dem Waffenstillstand 1940 von der deutschen Luftwaffe genutzt und ausgebaut. Länger stationiert war hier zwischen Dezember 1940 und März 1941 als einziger fliegender Verband lediglich ein Teil des in dieser Zeit mit Junkers Ju 87B ausgerüsteten Sturzkampfgeschwaders 77 (StG 77). Es handelte sich dabei um den Geschwaderstab, dem auch einige Dornier Do 17 zur Verfügung standen sowie die II. Gruppe (II./StG 77). Der Flugplatz war mehrfach das Ziel alliierter Bomber.
Nach Befreiung der Gegend durch die US-Armee und kurzer Instandsetzung des wenig zerstörten Areals wurde der Flugplatz Ende August 1944 als Advanced Landing Ground ALG A-46 eine Basis der United States Army Air Forces (USAAF). Im September lag hier die 67th Tactical Reconnaissance Group, die Aufklärungsgruppe unterstand der Ninth Air Force. Anschließend wurde das Flugfeld für Nachschub- und Verbindungsflüge genutzt. Auch Stabsflugzeuge der alliierten Hauptquartiere in Paris waren hier stationiert.
Auf den Rückflug von einer Konferenz bei Feldmarschall Montgomery in Brüssel kamen hier 1945 beim Absturz seiner startenden Lockheed Hudson der britische Admiral Ramsay und weitere Offiziere ums Leben.
Der Flugplatz wurde Anfang August 1945 an Frankreich zurückgegeben, und seit 1946 zeichnen die Aéroports de Paris für den zivilen Flugbetrieb verantwortlich. In Folge baute die Gesellschaft ihn zu einem Flugplatz für Geschäftsreisende aus.
Parallel dazu wurde der Flugplatz weiterhin militärisch genutzt; hier lag 1946/1947 die Jagdgruppe (Groupe de Chasse) III/5 “Normandie-Niémen” der Armée de l’air.
Anstelle der französischen Luftstreitkräfte übernahmen die Marineflieger 1947 den militärischen Bereich zur Materialversorgung, den Service d’Approvisionnement en Matériel de l’Aéronautique Navale (SAMAN). Später kam ein separater Bereich für den Betrieb der Breguet 1150 Atlantic hinzu, das Centre International de Gestion des Matériels Atlantic (CIGMA). Auch die Firma Farman war damals noch aktiv.
Im Jahr 1972, als man 210.000 Flugbewegungen zählte, sollte der Flugplatz auf vier Start- und Landebahnen ausgebaut werden, was jedoch am örtlichen Widerstand und auch wegen der Nähe anderer Flugplätze (Orly, Villacoublay) scheiterte. Nichtsdestotrotz wurde die Infrastruktur in den folgenden Jahren modernisiert, bei gleichzeitiger Begrenzung der jährlichen Flugbewegungen auf 180.000 und auf Flugzeuge unter 12 Tonnen.
Die militärische Nutzung durch die Marine endete 2010 und in den Jahren 2011/2012 gab es eine Initiative zur Schließung des Flugplatzes, welche jedoch nicht umgesetzt wurde. Der Betrieb wurde jedoch nochmals eingeschränkt, unter anderem durch die Schließung der Zollabfertigung, wodurch internationale Flüge nicht mehr möglich sind.

### Zweites Flugfeld
Der ehemalige Aérodrome de Buc oder auch Aérodrome Toussue-Buc (dt. Flugplatz Buc) wurde 1909/10 zwei Kilometer nördlich des Flugplatzes Toussus-le-Noble durch Louis Blériot eingerichtet. Blériot etablierte diesen Platz als Aéroparc, und bis zum Beginn des Ersten Weltkriegs entstanden Hangars und eine Flugschule. Während des Krieges kam eine Flugschule des Militärs hinzu. Der Flugplatz und die Flugzeugfertigung verblieben in der Zeit nach dem Krieg Eigentum Blériots. Nach dessen Tod 1936 wurde der industrielle Bereich verstaatlicht, wobei die staatliche Flugzeugbaugesellschaft SNCASO den industriellen Flugzeugbau am Standort Buc einstellte.
In Folge des Zweiten Weltkriegs übernahm 1939 das Militär erneut die Kontrolle des Flugplatzes, der im weiteren Kriegsverlauf ebenfalls durch die Luftwaffe genutzt wurde, welche die beiden Flugfelder während des Zweiten Weltkriegs zusammengelegte. In dieser Zeit wurden zwei Betonpisten errichtet und neue Abstellflächen erstreckten sich bis zum südlich gelegenen Flugplatz Toussus-Noble. Im Wesentlichen waren hier zwischen Juli 1940 und August 1944 Aufklärungsflugzeuge stationiert. Der Stab der Aufklärungsgruppe 123 lag hier über den gesamten Zeitraum. Hinzu kam bis Mai 1943 auch die 1. Staffel der gleichen Gruppe (1.(F)/123) und zwischen Mai und November 1942 zusätzlich die 1. Staffel der Aufklärungsgruppe 33 (1.(F)/33).
Nach der Befreiung wurde auch Buc durch die Ninth Air Force der United States Army Air Forces (USAAF) genutzt. Advanced Landing Ground ALG Y-4, so die alliierte Codebezeichnung von Buc, war zunächst im August/September 1944 Basis der 109th Tactical Recconaissance Squadron. Im September 1944 folgte dann die 47th Liaison Squadron, gefolgt von der 112th Liaison Squadron, die hier bis Juni 1945 lag.
Der Flugplatz wurde ab 1948 wieder zivil genutzt. Daneben war ein Teil weiterhin militärisch durch die französischen Heeresflieger belegt. In den 1960ern wurde die Aviation légère de l’armée de Terre (ALAT) nach Les Mureaux verlegt und der Flugplatz Buc in Folge geschlossen.
Die Straßennamen des Industriegebiets, das hier in den folgenden Jahrzehnten entstand, erinnern an die fliegerische Vergangenheit des Areals.

## Heutige Nutzung
Der Flugplatz dient heute ausschließlich der Allgemeinen Luftfahrt. Er ist Basis einiger Gesellschaften, die Geschäftsreiseflugzeuge und Hubschrauber vermieten. Daneben sind am Platz eine Reihe von Luftsportvereinen und Flugschulen beheimatet.